# Forsthaus (Castell)
Forsthaus ([ˈfɔʁstˌhaʊ̯s] , auch Eulenberg, früher auch Fallmeisterei genannt) ist eine Einöde in der Gemarkung von Castell im unterfränkischen Landkreis Kitzingen.

## Geografische Lage
Forsthaus liegt im Südosten des Casteller Gemeindegebiets am Hang des Steigerwaldberges Eulenberg. Im Norden ist das Naturdenkmal Tränksee zu finden, während im Osten der Casteller Gemeindeteil Wüstenfelden liegt. Der Süden leitet zum Gebiet des Iphöfer Gemeindeteils Birklingen über. Die Bundesstraße 286 verläuft in einiger Entfernung im Westen an der Einöde vorbei. Im Nordwesten ist dagegen Castell selbst zu finden, das über den Schloßberg erreicht werden kann.

## Geschichte
Bereits im 18. Jahrhundert war das heutige Forsthaus bewohnt. Damals, um 1750, verlegte man das Haus des Fallmeisters von Castell vom Trautberg hierher. Der Fallmeister war zugleich Abdecker der Gemeinde und der örtliche Scharfrichter. Zwischen 1750 und 1756 bewohnte der Scharfrichter Johann Michael Fuchs das von ihm erbaute Anwesen. Er meldete allerdings nach nur sechs Jahren Konkurs an und verkaufte das Anwesen an Christoph Günther.
Der aus Württemberg stammende Günther war ebenfalls Fallmeister und bewohnte das Haus mit seiner Frau Sabina Höbig aus Rothenburg ob der Tauber bis ins Jahr 1783. Während er hier wohnte, wurde auch eine neue Scheune auf dem Gelände errichtet. Anschließend kam Stephan Sättelmeier in den Besitz des Hauses. Zwischen 1794 und 1802 saß ein gewisser Scharfrichter Ritz in der Fallmeisterei. Das Anwesen wurde 1802 vom Fallmeister Johann Georg Hacker erworben.
Aus der Zeit des Fallmeisters Hacker stammt auch die erste Beschreibung der Fallmeisterei. Neben dem Haupthaus und einer kleinen Scheuer, stand hier ein Schweinestall und eine Obstdörre. Für das geschlachtete Vieh war ein Gemeindeplatz angekauft worden. Wahrscheinlich erbte Franz Anton Kerzinger nach dem Tod das Anwesen und saß hier zwischen 1841 und 1869. Er war mit Anna Martha, geborene Hacker verheiratet. Das Haus war zu diesem Zeitpunkt Teil der Standesherrschaft Castell.
Nun blieb die Fallmeisterei bis ins Jahr 1876 in der Hand der Familie Kerzinger, ehe Barbara Kerzinger das Anwesen an die Herrschaft veräußerte. Die Herrschaft ließ das Fallmeisterhaus noch im Jahr 1876 abbrechen und stattdessen ein Forsthaus errichten. Am 2. November 1877 erfolgte auch offiziell die Umbenennung durch die königlich-bayerische Regierung. Fortan hieß das Anwesen Forsthaus und wurde bis ins Jahr 1982 vom jeweiligen Förster der Casteller Fürsten bewohnt.
Im Jahr 1911 entstand unmittelbar neben dem eigentlichen Forsthaus eine Waldaufseherwohnung. Hier lebte der fürstlich-castell’sche Waldaufseher Karl Stolz mit seiner Ehefrau Christine. 1915 entstand außerdem noch eine Streuhalle, die von wechselnden Bewohnern besiedelt wurde. Nach 1945 wurde die Streuhalle vermietet. So erging es auch dem Forsthaus selbst, das ab 1982 in die Hände der Emmaus-Gemeinde gegeben wurde.

## Förster im Forsthaus
| Name             | Amtszeit  | Berufsbezeichnung |
| ---------------- | --------- | ----------------- |
| Wilhelm Kolb     | 1877–1900 | Förster           |
| Karl Richard     | 1900–1905 | Förster           |
| Max Müller       | 1905–1908 | Förster           |
| Georg Handschuch | 1908–1910 | Förster           |
| Josef Bohlig     | 1910–1949 | Oberförster       |
| Hans Dehn        | 1949–1982 | Forstverwalter    |